# Dipturus pullopunctata
La raya limosa (Dipturus pullopunctata) es una especie de pez de la familia de los Rajidae en el orden de los Rajiformes.

## Morfología
Los machos pueden llegar a alcanzar los 94 cm de longitud total.

## Reproducción
Es ovíparo y las hembras ponen huevos envueltos en una cápsula córnea.

## Alimentación
Come peces , cangrejos, gambas, cochinillas de la humedad y bivalvos. 

## Hábitat
Es un pez de mar y de Clima subtropical (23 ° S-35 ° S) y demersal que vive entre 50-457 m de profundidad.

## Distribución geográfica
Se encuentra en el Océano Atlántico suroriental: desde Lüderitz (Namibia) hasta Port Alfred (Sudáfrica ).

## Observaciones
Es inofensivo para los humanos. 